# Шилльсдорф
Шилльсдорф (нем. Schillsdorf) — община в Германии, в земле Шлезвиг-Гольштейн. 
Входит в состав района Плён. Подчиняется управлению Бокхорст.  Население составляет 892 человека (на 31 декабря 2010 года). Занимает площадь 26,49 км².